# Pichidegua
Pichidegua är en kommun i Chile.   Den ligger i provinsen Provincia de Cachapoal och regionen Región de O'Higgins, i den södra delen av landet, 120 km sydväst om huvudstaden Santiago de Chile. Antalet invånare är 18 225. Arean är 320 kvadratkilometer.
Terrängen i Pichidegua är varierad.
Trakten runt Pichidegua består till största delen av jordbruksmark. Runt Pichidegua är det ganska tätbefolkat, med 90 invånare per kvadratkilometer.